# Comuna Lunca, Bihor
Lunca (în maghiară: Biharlunka) este o comună în județul Bihor, Crișana, România, formată din satele Briheni, Hotărel, Lunca (reședința), Sârbești, Seghiște și Șuștiu.

## Demografie
Componența etnică a comunei Lunca
     Români (94,15%)
     Alte etnii (1,11%)
     Necunoscută (4,73%)
Componența confesională a comunei Lunca
     Ortodocși (90,49%)
     Penticostali (2,55%)
     Alte religii (1,52%)
     Necunoscută (5,43%)
Conform recensământului efectuat în 2021, populația comunei Lunca se ridică la 2.429 de locuitori, în scădere față de recensământul anterior din 2011, când fuseseră înregistrați 2.887 de locuitori. Majoritatea locuitorilor sunt români (94,15%), iar pentru 4,73% nu se cunoaște apartenența etnică. Din punct de vedere confesional, majoritatea locuitorilor sunt ortodocși (90,49%), cu o minoritate de penticostali (2,55%), iar pentru 5,43% nu se cunoaște apartenența confesională.

## Politică și administrație
Comuna Lunca este administrată de un primar și un consiliu local compus din 11 consilieri. Primarul, Dorin-Traian Boca[*], de la Partidul Social Democrat, este în funcție din 1 noiembrie 2024. Începând cu alegerile locale din 2024, consiliul local are următoarea componență pe partide politice:
|  | Partid                          | Consilieri | Componența Consiliului | Componența Consiliului | Componența Consiliului | Componența Consiliului | Componența Consiliului |
|  | ------------------------------- | ---------- | ---------------------- | ---------------------- | ---------------------- | ---------------------- | ---------------------- |
|  | Partidul Național Liberal       | 5          |                        |                        |                        |                        |                        |
|  | Partidul Social Democrat        | 5          |                        |                        |                        |                        |                        |
|  | Alianța pentru Unirea Românilor | 1          |                        |                        |                        |                        |                        |